# Kružná
Kružná – wieś (obec) na Słowacji położona w kraju koszyckim, w powiecie Rożniawa.

## Położenie
Leży w zachodniej części Kotliny Rożniawskiej, w niewielkiej drugorzędnej kotlince u północno-wschodnich stóp stromych zboczy Płaskowyżu Pleszywskiego. Kotlinkę tę, przykrytą dziś dyluwialnymi osadami, wyerodowały Egrešský potok i Kružniansky potok oraz ich drobne dopływy.

## Historia
Pierwsze wzmianki o miejscowości pochodzą z roku 1327. Pierwotnie była poddańską wsią należącą do feudalnego „państwa” z siedzibą na zamku Brzotín. Pozostawała w rękach rodziny Mariássych aż do zniesienia poddaństwa w połowie XIX w. Mieszkańcy zajmowali się głównie rolnictwem, hodowlą i pracą w lasach, wypalaniem węgla drzewnego i wapna, pracowali też w okolicznych kopalniach rud metali.

## Demografia
Według danych z dnia 31 grudnia 2012, wieś zamieszkiwało 481 osób, w tym 237 kobiet i 244 mężczyzn.
W 2001 roku rozkład populacji względem narodowości i przynależności etnicznej wyglądał następująco:
- Słowacy – 17,79%
- Czesi – 0,37%
- Ukraińcy – 0,37%
- Węgrzy – 81,09%

Ze względu na wyznawaną religię struktura mieszkańców kształtowała się w 2001 roku następująco:
- Katolicy rzymscy – 25,84%
- Grekokatolicy – 0,75%
- Ewangelicy – 9,55%
- Ateiści – 7,68%
- Nie podano – 3,37%

## Zabytki[11]
- Kościół (obecnie świątynia wyznania ewangelicko-reformowanego) z 1692 r.
- Kaplica p.w. najświętszego Serca Jezusowego z 1880 r.
- Zespół typowych domów mieszkalnych z początków XX w.